# Someday (canción de The Black Eyed Peas)
«Someday» es una canción de la banda Black Eyed Peas, encontrada en su sexto álbum, The Beginning. El tema se alza como una de las mejores canciones del disco, pese a la ausencia de Fergie. Sin embargo, no fue nunca lanzada como sencillo.

## Composición
Alejándose completamente de las fiestas, los amores y desamores, con una melodía un tanto nostálgica (en el buen sentido) este maravilloso sencillo es más considerado una canción motivacional ya que los 3 miembros masculinos nos cuentan cada uno una historia diferente y nos alientan a seguir nuestros sueños.

## Crítica
Esta canción ha tenido muy buenas críticas por toda la red debido a su contenido motivacional. Aquí hay una de ellas.
Ahora sí, Por fin nos encontramos ante el mejor tema del disco. Una combinación perfecta entre electrónica y melodía perfectamente combinadas que nos quita la sensación de estridencia por una más placentera. Puede ser más comercial que las anteriores, pero desde luego es mucho mejor que todas ellas. Single asegurado, si no quieren estrellarse con este disco.

## Repartición de Voces
Con la tecnología Auto-Tune presente en cada una de las voces de los miembros nos interpretan la melodía de la siguiente manera:
- Will.I.Am = Coros, Verso 1.

- Fergie = Ausente

- Taboo = Verso 3

- Apl.de.Ap = Verso 2

## Contenido
Como ya se mencionó cada uno de los miembros (Excepto Fergie) nos relatan algo diferente en esta canción.
Will.I.Am: 

El líder de los Black Eyed Peas nos relata que hay que tomarnos nuestros sueños en serio, que la vida no es un juego, y que sin importar las caídas que tengo a lo largo de ella hay que levantarnos y tener prioridades sobre todo.
Apl.de.Ap: 

El miembro proveniente de las Filipinas nos cuenta que llegó desde su hogar con sueños de grandeza, y que a veces estos tienen un precio ya que el dejó a su mamá y toda su Familia y lo mucho que la gente le bajaba el ánimo. (Y siempre hay un edo que mostrar para los que no creen en nosotros).
Taboo: 

Hay días que te preguntas si lograras hacerlo todo bien... (Fragmento del sencillo)
El último miembro nos cuenta que a pesar de que a veces nos sintamos muy solitarios siempre hay una solución para todos nuestros problemas, no hay que esperar a que otros nos ayuden siempre habrá una oportunidad para cambiar todo lo que nos rodea y que lo más importante es No dejar de creer ya que a todos nos puede llegar nuestro momento, y hay que darlo todo para conseguir nuestros objetivos.

## Lista de canciones
- 4.- Someday - 4:43 (Descarga Digital)

- 4.- Someday - 4:43 (CD)